# کبوتر نورفک
کبوتر نورفک (نام علمی: Hemiphaga novaeseelandiae spadicea) نام یک زیرگونه منقرض‌شده از تیره کبوتر است.